# Ognjan Gerdžikov
Ognjan Stefanov Gerdžikov (in bulgaro Огнян Стефанов Герджиков?; Sofia, 19 marzo 1946) è un politico e giurista bulgaro.
Dal 27 gennaio al 4 maggio 2017 è stato primo ministro della Bulgaria ad interim, con il compito di guidare il governo alle elezioni anticipate in primavera.

## Biografia
Ognjan Gerdžikov è nato a Sofia il 19 marzo 1946. È sposato ed ha un figlio.
Laureatosi all'Università di Sofia, nel 1979 vi ha cominciato la sua carriera insegnando nella facoltà di giurisprudenza; dal 1994 è diventato professore ordinario di diritto civile e commerciale. È autore di diverse pubblicazioni di diritto civile, commerciale e societario.
È stato presidente della corte d'arbitrato dell'Associazione degli industriali bulgari.
Eletto due volte all'Assemblea nazionale nelle file del Movimento Nazionale per la Stabilità e il Progresso, ne è stato presidente dal 5 luglio 2001 al 4 febbraio 2005.
A seguito della crisi politica iniziata nel novembre 2016, generata dall'elezione del presidente Rumen Radev, il governo di Bojko Borisov ha presentato le dimissioni, rimanendo in carica fino alla nomina del nuovo governo. Il neoeletto presidente Radev è entrato in carica il 22 gennaio 2017 ed ha provveduto a nominare Gerdžikov nuovo primo ministro della Bulgaria ad interim il 26 gennaio; il giorno successivo il governo Gerdžikov è entrato in carica per preparare le elezioni anticipate di marzo e gestire l'amministrazione corrente.
Oltre al bulgaro parla anche tedesco e russo.